# En sen kväll på McCool's
En sen kväll på McCool's är en amerikansk film från 2001 i regi av Harald Zwart.

## Handling
Tre män, bartendern Randy, hans kusin advokaten Carl och polisinpektör Dehling blir förälskade i en mycket attraktiv kvinna vid namn Jewel. Det är Randy som blir ihop med Jewel, men de andra försöker ta henne ifrån honom. Jewl drar dock in dem allihop i problem i sin jakt på ett hem med DVD-spelare och som skulle platsa i en inredningstidning. Därför går de till olika människor för att tala, Randy hos yrkesmördaren Mr. Burmeister i en bingohall, Carl hos sin psykolog Dr. Green och Dehling hos prästen, fader Jimmy.

## Rollista
- Matt Dillon - Randy
- Michael Douglas - Mr. Burmeister
- Paul Reiser - Carl
- Reba McEntire - Dr. Green
- John Goodman - Dehling
- Richard Jenkins - Fader Jimmy
- Liv Tyler - Jewel